# 玉腰暁子
玉腰 暁子（たまこし あきこ） は、日本の医学者、医師。北海道大学大学院医学研究院教授。日本疫学会理事長。日本学術会議会員。

## 人物・経歴
両親は生化学の研究者で、祖父は医師という家に生まれる。1987年名古屋大学医学部卒業。1991年名古屋大学大学院医学系研究科満了、名古屋大学医学部助手。1993年医学博士。1998年名古屋大学医学部助教授。2004年日本疫学会奨励賞受賞。2006年国立長寿医療センター治験管理室長。2007年愛知医科大学医学部公衆衛生学准教授。2009年愛知医科大学医学部公衆衛生学教授。2012年北海道大学大学院医学研究科予防医学講座公衆衛生学分野教授。2021年北海道医師会賞受賞。2022年日本疫学会理事長。2023年日本学術会議会員。社会医学系専門医。